# Altro
Altro es el decimoséptimo álbum de la cantante italiana Mina, el sexto de estudio publicado en noviembre de 1972 por la discográfica PDU iniciada por Mina y su padre en 1967.
Lanzado junto con el álbum en directo Dalla Bussolla con el título 1 + 1, los dos álbumes se vendieron en un sobre completamente blanco con el nombre del álbum y el de la cantante escrito en relieve.
La edición que se publicó por separado tiene una carpeta doble "texturizada" y en el interior un libreto. Sin créditos en la contraportada, el folleto contiene otros dibujos diseñados por Gianni Ronco. Fue reimpreso una primera vez en un sobre cerrado y desprovisto del folleto, pero con la cubierta siempre "texturizada" (es decir, trazada en cartón). Una tercera edición tiene una cubierta hecha de cartón liso.
En los temas Volendo si può y Rudy, Mina se enfrenta por primera vez con el tema del suicidio en sus canciones, aunque cada una lo hace manera completamente diferente. Volendo si può, escrito por Giorgio Conte, hermano de Paolo Conte y autor de varias de sus piezas en los inicios. Este tema está estructurado por una primera parte enrarecida y descriptiva, y una segunda parte turbulenta y obsesiva (con la ayuda de las voces dobles y los arreglos de Pino Presti), casi reproduciendo la locura de los que intentan suicidarse.
Rudy tiene un texto que juega en el efecto de choque. Refinada y muy elegante tiene un trágico epílogo al final, con una madre (Rudy del título) que se suicida con sus hijos al abrir el gas, como dice: "...li trova abbracciati a lei, così belli nel samba e nel buio, con lo stesso sorriso di Rudy." (trad.) "los encuentran abrazados a ella, tan hermosos en el Samba y en la oscuridad, con la misma sonrisa que Rudy".
Ballata d'autunno (Balada de otoño) es una versión en italiano de Balada de otoño de Joan Manuel Serrat, publicada en su álbum de 1969 La paloma.
Ossessione '70 es una reinterpretación de Fausto Cigliano con un texto sin sentido que juega con un entrenamiento de fútbol italiano en el mundial del 70.

## Lista de canciones
| N.º | Título                                      | Duración |  |
| 1.  | «Non ti riconosco più»                      | 4:10     |  |
| 2.  | «I giorni dei falò (Long ago and far away)» | 2:20     |  |
| 3.  | «Ballata d'autunno (Balada de otoño)»       | 5:40     |  |
| 4.  | «L'amore, forse... (Ao amigo Tom)»          | 2:43     |  |
| 5.  | «Volendo si può»                            | 3:20     |  |
| 6.  | «Fate piano»                                | 3:50     |  |
| 7.  | «Rudy»                                      | 3:32     |  |
| 8.  | «L'abitudine (Daddy's dream)»               | 3:19     |  |
| 9.  | «Amore mio»                                 | 3:46     |  |
| 10. | «Ossessione '70»                            | 3:45     |  |

- Datos: Q3613370